# تعبئة الجيش البلغاري في 1915

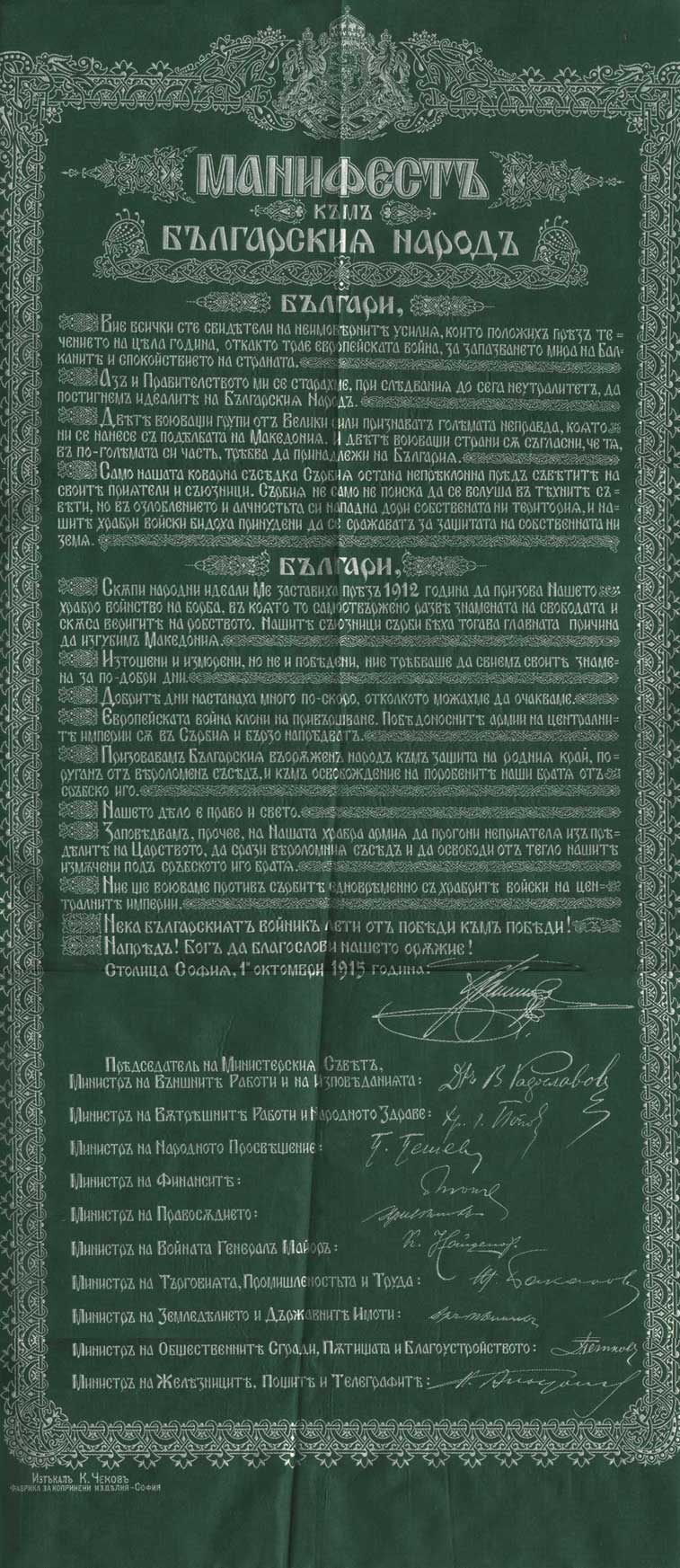
بيان القيصر البلغاري فرديناند الأول، الذي أعلن فيه الحرب ضد صربيا

جرت عملية تعبئة الجيش البلغاري عشية دخول مملكة بلغاريا الحرب العالمية الأولى في الفترة ما بين 11 و30 سبتمبر/أيلول 1915. كان ذلك نتيجة مباشرة للاتفاقية العسكرية بين الإمبراطورية الألمانية والإمبراطورية النمساوية المجرية وبلغاريا ومعاهدة الصداقة والتحالف بين بلغاريا وألمانيا الموقعة في 6 سبتمبر، والتي كانت بمثابة التحالف الرسمي للبلاد مع قوى المركز.

## الإستعدادات للتعبئة
ظل الوضع الداخلي العام في بلغاريا بعد حربي البلقان متوتراً إلى حد كبير. لم يعوض الاستحواذ على حوالي 18 ألف كيلومتر مربع من الأراضي الجديدة التي يسكنها أكثر من 400 ألف نسمة عن خسارة دبروجة الجنوبية، إحدى أكثر مناطق البلاد خصوبة؛ والضحايا الذين بلغ عددهم حوالي 176 ألف شخص؛ والتكاليف المالية الهائلة. وتأثرت الزراعة، التي كانت القطاع الرائد في الاقتصاد، بشدة ولم تعد قادرة على الاعتماد على حصاد الحبوب السنوي في دبروجة والذي يصل إلى 150 ألف طن. وكان عدد الخيول والأغنام والأبقار المتاحة أقل أيضًا عند مقارنته بعام 1912. بلغ الإنتاج السنوي من اللحوم حوالي 105.629 طنًا، في حين قُدِّرت الكمية اللازمة لإعالة جيش قوامه 600 ألف جندي لمدة عام بنحو 87.600 طن. كما اتسمت التجارة الخارجية والمالية العامة في هذه الفترة باختلال سلبي متزايد. كان من المقدر أنه في حالة الحرب لن تتمكن البلاد من تحمل تكاليف إطعام وكساء واستبدال خسائر القوى العاملة لجيش يزيد عدده عن نصف مليون رجل دون تقويض الاقتصاد بشكل خطير.
بعد نهاية حرب البلقان الثانية، تم تسريح الجيش البلغاري ووصل عدده إلى مستوى زمن السلم وهو 5220 ضابطًا و80079 جنديًا. قامت هيئة الأركان العامة البلغارية في البداية بصياغة العديد من خطط التعبئة التي تتطلب نشر القوات المسلحة في أوقات الحرب بنفس الطريقة التي تم بها نشرها في حرب البلقان الأولى فيما يتعلق ببنيتها وتنظيمها. ومع ذلك، فإن تحليل أداء الجيش خلال حروب البلقان أسفر عن العديد من الدروس التي شكلت الأساس لعدة تغييرات هيكلية مهمة في التنظيم المخطط للجيش ووحداته في زمن الحرب. على وجه التحديد، تم إصلاح بعض أفواج المشاة لتشمل ثلاث كتائب بدلاً من الأربع المعتادة، وتم إنشاء أفواج إيتاب جديدة (كان لكل جيش وفرقة أفواج ملحقة بها)، وشكلت فوجا المدفعية لكل فرقة لواء مدفعية.

## التعبئة
في وقت متأخر من مساء يوم 9 سبتمبر 1915، وقع القيصر فرديناند ورئيس الوزراء فاسيل رادوسلافوف مرسومًا بالتعبئة العامة معلنًا يوم 11 سبتمبر أول يوم عمل. بدأت هيئة الأركان العامة البلغارية تنفيذ كافة المهام المتعلقة بالتعبئة. وتم التركيز بشكل خاص على الحدود مع صربيا، حيث كان من المقرر نشر القوات البلغارية الرئيسية. كان هذا ضروريًا لأن القيادة العليا الصربية كانت على علم بالتحضيرات البلغارية ونشرت نصف جيشها المجهز والمنظم بالكامل على الحدود البلغارية، على استعداد لتوجيه ضربة قوية ضد الجيش البلغاري بينما كان لا يزال في مرحلة هشة من التعبئة والتركيز. لكن سرعان ما تم التخلي عن هذه الفكرة الجريئة لأن قيادة الحلفاء كانت لا تزال تعتقد أنه يمكن إقناع بلغاريا بالانضمام إلى الوفاق.
لقد تم تنفيذ المرحلة الأولية من التعبئة بصعوبات أقل نسبيًا، ولكنها كانت أبطأ وتفتقر إلى الحماس الواسع النطاق الذي أظهرته نظيرتها في عام 1912. وبدأت القوات بالانتشار في اليوم الخامس بعد صدور الأمر بالتعبئة. تم تفعيل ثلاثة جيوش - اثنان منها كان من المقرر استخدامهما ضد صربيا وتم الاحتفاظ بالثالث لحماية الحدود مع رومانيا. كان لا بد من نشر قوات إضافية لحراسة اليونان التي كانت لا تزال محايدة والتي كانت لديها معاهدة دفاعية مع صربيا.
استغرقت فترة التعبئة ما بين 17 و18 يومًا، ولم يتم حمايتها من الصرب إلا من قبل حرس الحدود. وبحلول نهاية سبتمبر/أيلول بلغ إجمالي عدد الأفراد المعبأين 15.908 ضابطًا و600.772 جنديًا (12-13% من السكان)، إلا أن حوالي 19.224 من جنود الاحتياط كانوا غائبين. وتوزعت هذه القوات بين الجيوش الميدانية الثلاثة، وعدد من الوحدات المستقلة، والقوات المتمركزة في داخل البلاد. كما هو مخطط ومتفق عليه في الاتفاقية العسكرية، ركز الجيش الأول على الحدود القديمة مع صربيا وتم وضعه تحت قيادة مجموعة جيوش ماكينسن. تم نشر الجيش الثاني ضد فاردار مقدونيا وظل تحت السيطرة البلغارية المباشرة. كانت مهمة الجيش الثالث هي حماية الحدود الرومانية. تم نشر فرقتين على الحدود اليونانية وتم الاحتفاظ بفرقة أخرى كاحتياطي للقيادة العليا.
تم حشد ما مجموعه 390 كتيبة - حوالي 232 من المشاة و11 كتيبة رائدة داخل فرق المشاة الحادية عشرة التي تضم 469.140 رجلاً؛ وكانت 75 كتيبة أخرى تضم 86.444 رجلاً مستقلة؛ وظلت 31 كتيبة ميليشيا و41 كتيبة تكميلية تضم 64.845 رجلاً في داخل البلاد. تم نشر المدفعية من مختلف العيارات في 219 بطارية - 94 بطارية بها 409 مدفع في الجيش الأول، و44 بطارية بها 182 مدفع في الجيش الثاني، و50 بطارية بها 401 مدفع في الجيش الثالث، و31 بطارية بها 130 مدفع في الفرق الثلاث المستقلة. حشدت قوات الفرسان حوالي 62 سربًا.
احتفظت جميع الفرق، باستثناء فرقة واحدة، بهيكل الألوية الثلاثة للمشاة النموذجي للفرقة البلغارية. بلغ إجمالي عدد أفراد معظم الفرق أكثر من 40 ألف رجل، مما جعلهم يعادلون فيلق الجيش في الجيوش الأخرى.
كان تسليح الجيش المعبئ أقل من التوقعات حيث كان هناك 372.603 بندقية بدلاً من 521.509 التي كانت متوقعة في الخطط، وكان كل مدفع مدفعية يحتوي على حوالي 500 قذيفة، وكان الجيش أيضًا يعاني من نقص في الملابس والأحذية لجميع القوات.

## ترتيب المعركة بعد التعبئة
- الجيش الأول (القائد الفريق أول كليمنت بويادجييف)
  - فرقة مشاة صوفيا الأولى (القائد اللواء يانكو دراغانوف)
  - فرقة مشاة بدين السادسة (القائد اللواء آسين بابادوبوف)
  - فرقة مشاة تونجا الثامنة (القائد اللواء تودور ميتوف)
  - فرقة مشاة بليفين التاسعة (القائد اللواء ستيفان نيريزوف)
- الجيش الثاني (القائد الفريق أول جورجي تودوروف)
  - فرقة مشاة البلقان الثالثة (القائد اللواء نيكولا ريباروف)
  - فرقة مشاة ريلا السابعة (القائد اللواء فالكو فاسيليف)
  - فرقة الفرسان الأولى (القائد اللواء ألكسندر تانيف)
- الجيش الثالث (القائد الفريق أول ستيفان توشيف)
  - فرقة مشاة بريسلاف الرابعة (القائد اللواء بانتيلي كيسيلوف)
  - فرقة مشاة الدانوب الخامسة (القائد اللواء بانايوت بارنيف)
- فرقة المشاة التراقية الثانية (القائد اللواء ديميتار جيشوف)
- فرقة مشاة بحر إيجه العاشرة (القائد اللواء إيفان كوليف)
- الفرقة المشاة المقدونية الحادية عشرة (القائد العقيد كراستيو زلاتاريف)

## نتائج
بعد التعبئة في عام 1915، لم يتبق لهيئة الأركان العامة البلغارية سوى عدد قليل من جنود الاحتياط غير المجندين. ومن أجل تأمين مصدر التعزيزات للجيش، افتتحت مدارس عسكرية جديدة للشباب من المشاة والفرسان وضباط المدفعية والجنود. وهكذا، من نهاية عام 1915 حتى بداية عام 1918، تم استدعاء أربع فرق سنوية منتظمة من المجندين الشباب وتلقوا تدريباتهم. بلغ إجمالي عددهم 214,343 وكان كافياً لتعويض الخسائر التي بلغت 181,515. ومع ذلك، لا يزال العدد الدقيق لجميع الرجال الذين تم حشدهم خلال الحرب غير واضح. تشير بعض المصادر إلى عدد يصل إلى 1.200.000 رجل والذي يبدو أنه رقم مرتفع ولكنه قد يكون قريبًا من الحقيقة. عند محاولة تحديد العدد الدقيق، يجب أن نأخذ في الاعتبار أنه بحلول سبتمبر 1918، وصل الجيش البلغاري إلى قوة تتراوح بين 855.175 و877.392 رجل مسلح في جميع فروع الخدمة، أو حوالي 18٪ من السكان، وأنه طوال مدة الحرب استخدم الجيش أيضًا القوة البشرية للأراضي التي احتلها - تم حشد حوالي 133.837 رجلاً من المناطق المقدونية.